# Aitor Zabaleta
L'affaire Aitor Zabaleta est une affaire criminelle espagnole concernant le meurtre d'Aitor Zabaleta, supporter du club de football de la Real Sociedad, par Ricardo Guerra Cuadrado, supporter de l'Atlético de Madrid membre du groupe d'extrême droite "Frente Atlético" (es), le 8 décembre 1998.

## Les faits
Trois heures avant le match de Coupe de l'UEFA entre l'Atlético de Madrid et la Real Sociedad prévu le mardi 8 décembre 1998, Aitor Zabaleta, supporter de la Real âgé de 28 ans, et sa compagne Veronica, vêtus aux couleurs de leur équipe, sont agressés par plusieurs membres du groupe de supporters d'extrême droite "Bastion 1903" (faction appartenant au "Frente Atlético" (es)) aux abords du stade Vicente Calderón. Selon des témoins, ils ont été pris à partie en compagnie d'autres supporters par un groupe de skinheads portant les couleurs des Colchoneros dans le bar "El Parador", l'un d'entre eux poignardant Aitor Zabaleta au niveau du cœur alors que celui-ci tentait de protéger sa compagne et un enfant de six ans. Il décède dans la nuit à l'hôpital.

## L'enquête
Trois hommes sont arrêtés quelques jours après l'assassinat mais l'auteur du coup mortel n'est pas identifié immédiatement.
Huit jours après l'assassinat, Ricardo Guerra Cuadrado est arrêté par la police et considéré comme le meurtrier présumé d'Aitor Zabaleta. Âgé de 21 ans, il est membre du groupe "Bastion 1903" et bénéficiait d'un régime de semi-liberté à la suite d'une peine de deux ans de prison pour agression à l'arme blanche près d'une discothèque en 1996.

## Le procès
En 2000, Ricardo Guerra Cuadrado est condamné en appel par le Tribunal supérieur de justice de Madrid à 17 ans de prison et à payer la somme de 10 millions de pesetas à la fiancée d'Aitor Zabaleta ainsi que 20 millions de pesetas à sa famille. Le tribunal demande une enquête supplémentaire sur la participation de trois autres membres du "Bastion 1903" (Ignacio Racionero, Israel Gonzalo Canabal et Iván Martín Ron) à l'agression. Ces derniers sont finalement relaxés faute de preuve. 
Ignacio Racionero sera impliqué en 2018 dans l'agression à l'arme blanche d'un autre supporter de l'Atlético de Madrid, poignardé à trois reprises pour ses liens présumés avec le groupe des "Ultras Sur" du Real Madrid.

## Répercussions politiques
L'appartenance des agresseurs à un groupe néo-nazi et le possible mobile politique du meurtre font craindre des répercussions sur le processus de paix en cours au Pays basque depuis la trêve annoncée par ETA en septembre 1998. Xabier Arzalluz (eu), président du Parti nationaliste basque, déclare ainsi que l'affaire ne doit pas interférer avec le contexte politique : « Je crois qu'il s'agit d'une question complètement différente, même si cette agression a des connotations politiques ».
Des hommages à la mémoire d'Aitor Zabaleta sont fréquemment rendus par des abertzale, comme Arnaldo Otegi en décembre 2020. 

## La violence dans le football espagnol
L'affaire relance la polémique sur la violence de plusieurs groupes de supporters dans le football espagnol, sept ans après l'assassinat de Frédéric Rouquier à Barcelone par des membres du groupe "Boixos Nois" (es),. La presse rapporte que des membres du groupe "Bastion 1903"  s'étaient déjà rendus responsables de violences lors d'une précédente rencontre au stade d'Anoeta de Saint Sébastien le 24 novembre et de l'agression de supporters de l'Athletic Bilbao le 5 décembre. 
L'affaire refait la une de l'actualité en 2014 à la suite de la mort d'un supporter du Deportivo La Corogne, Francisco Romero Taboada, tabassé puis jeté dans la rivière Manzanares le 30 novembre 2014 par des membres du même groupe de supporters néo-nazis "Frente Atlético" avant un match à Madrid. La présidence du club de l'Atlético de Madrid est accusée de complaisance avec le "Frente Atlético", qui revendique pourtant son positionnement politique néo-nazi en arborant des croix gammées, scande régulièrement le nom de Ricardo Guerra et se retrouve régulièrement au cœur de plusieurs agressions à l'arme blanche.
Ricardo Guerra Cuadrado est arrêté en 2018 pour avoir effectué des saluts nazis avec d'autres membres du groupe "Suburbios Firm" (scission du "Frente Atlético") avant une rencontre entre le FC Bruges et l'Atlético de Madrid.

## Dans la culture populaire
La mémoire d'Aitor Zabaleta est entretenue par les supporters de la Real Sociedad mais aussi de l'Athletic Bilbao, qui lui consacrent un chant.
Le chanteur Fermin Muguruza lui rend hommage dans la chanson "Urrun", parue sur l'album Brigadistak Sound System (es) en 1999.
Le 8 décembre 2020, un hommage est rendu à Aitor Zabaleta par les supporters de la Real Sociedad, 22 ans après son assassinat,. Le 17 décembre 2023, le club commémore le vingt-cinquième anniversaire du drame à l'occasion d'une rencontre contre le Betis Seville,,.
Une place du quartier d'Ibaeta à Saint Sébastien porte son nom.